# Stanley Meston
Stanley Clark Meston (* 7. Januar 1910 in Oxnard, Kalifornien; † 30. Dezember 1992) war ein US-amerikanischer Architekt, bekannt für die Golden Arches.

## Leben
Seine Eltern waren Bertha (1880–1921) und Alexander Milton Meston (1879–1932) aus Massachusetts.
Ab 1910 besuchte Meston an der Los Angeles Polytechnic High School Grundkurse im Entwurf und zu Architekturgeschichte, bevor er eine Lehre bei verschiedenen Architekten absolvierte. Er arbeitete im Büro von Earl Heitschmidt am CBS Building in Hollywood, als er 1937 als Architekt lizenziert wurde. Während der Großen Depression arbeitete er, wie auch andere prominente Architekten, eine Zeit lang als Bühnenbildner bei Universal Pictures. Er heiratete Margaret Adams Sercomb (1910–1998), mit der er die Kinder Stanley Sercomb Meston (* 1938 in Altadena; † 11. Juni 2006) und Jessica (* 1940 in Pasadena) hatte.
In Fontana, Bernardino County, eröffnete er ein eigenes Büro mit 2 bis 8 Mitarbeitern, in dem er überwiegend Schulen, städtische Bürogebäude und Kreiseinrichtungen entwarf. Er arbeitete auch für den Architekten Wayne McAllister, der in Südkalifornien einige Drive-in-Restaurants im Googie-Stil entworfen hatte. 1943–1945 diente er in der US-Navy im War Plans Office in San Francisco. 1947 hatte er mit Paul O. Davis Pläne für Cemeston modular houses im Angebot. Ab 1951 war er Mitglied des American Institute of Architects.
Als Richard McDonald im Herbst 1952 die Idee hatte, in sein neues Drive-In einen Bogen als Eye-Catcher und Wetterschutz zu integrieren, wurde Meston als Architekt erwählt, wobei er mit seinem Assistenten Charles R. Fish (1925–2003) auch die Fassade mit Streifen aus roten und weißen Kacheln entwarf. Damit die Gäste nicht von ihren eigenen Scheinwerfern geblendet würden, wählte er eine gläserne geneigte Vorhangfassade. Statt einer Prämie für jedes neue Restaurant (um 8 % von $ 35.000) entschied er sich für eine Pauschalgebühr. Von den ursprünglich sechs von ihm gestalteten Gebäuden, das erste 1953 in Phoenix,  blieb nur eines in Downey, einem Vorort von Los Angeles, erhalten. Sein Entwurf blieb weitgehend erhalten, als Kroc 1955 in Des Plaines die erste Franchise-Einheit eröffnete.
Um 1954 entwarf er das China Civic Center. 1961 begründete er in Fontana die Partnerschaft Porter, Price and Meston und etwa drei Jahre später Porter-Gogerty-Metson & Associates. Ab Mitte der 60er Jahre war er Partner bei Gogerty-Meston-Wilcox & Assocs. in Los Angeles.
Das  AIA Journal schrieb 1984: „Architect Stanley Meston translated commercial requirements for high visibility, appealing imagery, and operational efficiency into an economical, vivid, and delightful set of architectural forms. The design's energy and sleek materials exuberantly embody the technological optimism of the post World War II era. Its success as an urban design is clear in comparison with the bland clutter created by more recent, monotonously  underscaled, tediously mansarded strip buildings dictated by currently fashionable „good taste.“ McDonald’s boldly scaled simplicity is a visual anchor for the eye wandering amid this stripscape.“